# 昆明鹿藿
昆明鹿藿（学名：Rhynchosia kunmingensis）为豆科鹿霍属下的一个种。

## 扩展阅读
- 維基物種上的相關：昆明鹿藿